# Os Sertões (carnaval)
Os Sertões foi o enredo da Em Cima da Hora para o desfile das escolas de samba do Rio de Janeiro no carnaval de 1976. Apesar do samba-enredo ser considerado um dos melhores da história do carnaval carioca, a escola terminou em 13º lugar e foi rebaixada.

## O enredo
Sebastião Souza de Oliveira e Dirceu Quintanilha adaptaram para o carnaval o livro Os Sertões, de Euclides da Cunha, que conta a história da Guerra dos Canudos. 
Assim como o livro, o desfile foi concebido em três partes: "A Terra", sobre o sertão da Bahia; "O Homem", sobre as características do sertanejo; e "A Guerra", relatando o conflito propriamente dito. A essas três partes, os carnavalescos acrescentaram uma quarta, "A Paz", um epílogo sobre a bravura dos jagunços de Canudos.

## Samba-enredo
A composição de Edeor de Paula foi interpretada na avenida por Nando e Baianinho.
Entre os cantores que regravaram o samba estão Mestre Marçal e Dudu Nobre.

## Problemas
O enredo, exaltando os rebeldes de Canudos, chamou a atenção da ditadura militar. A Em Cima da Hora destoava de escolas como a Beija-Flor, que em 1974 e 1975 desfilara com enredos favoráveis ao regime. Em consequência, elementos do desfile foram proibidos de deixar o barracão e chegar à avenida. Como se não bastasse, uma forte chuva destruiu quase tudo o que sobrou das alegorias, poupando apenas o carro abre-alas.
Na apuração, a escola terminou em 13º lugar, com 77 pontos, rebaixada para o Grupo de Acesso ao lado de Lins Imperial (11º), Unidos de Lucas (12º) e Tupy de Brás de Pina (14º).

## Ficha técnica
- Resultado: 13ª colocada no Grupo 1
- Enredo: Sebastião Souza de Oliveira e Dirceu Quintanilha
- Carnavalescos: Sebastião Souza de Oliveira e Luiz Paulo
- Presidente: Francisco dos Santos (Chiquinho)
- Diretor de Carnaval: Dirceu Quintanilha
- Casal de Mestre-Sala e Porta-Bandeira: Estandília e Itinho
- Contingente: 2.200 Componentes em 67 Alas[5]

## Reedição

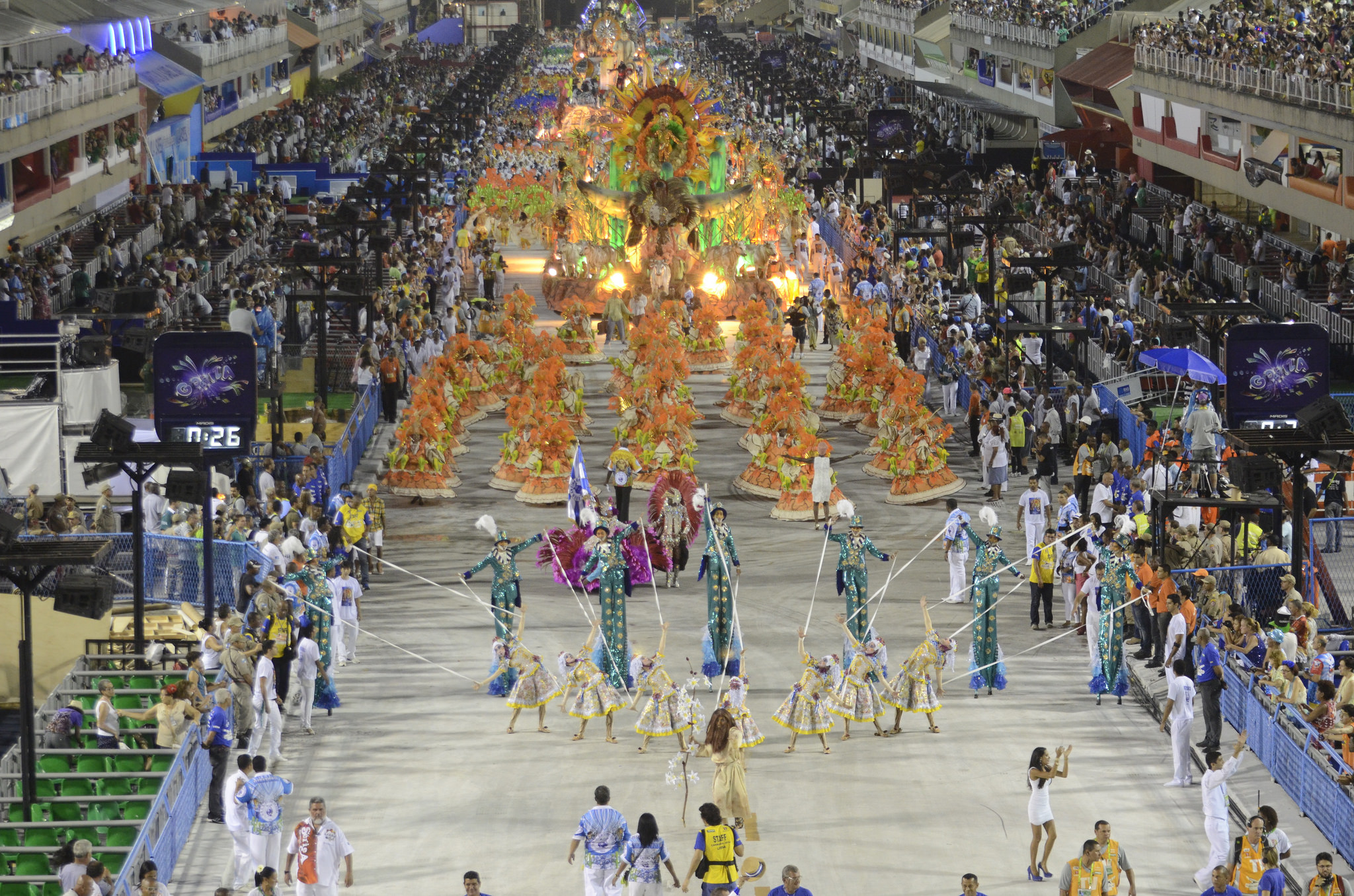

Os Sertões foi reeditado no desfile de carnaval de 2014. A escola ficou em 13º lugar na Série A.